# پادشاه رنگارنگ
پادشاه رنگارنگ (به هندی: Rangeela Raja) فیلمی محصول سال ۲۰۱۹ و به کارگردانی سکندر بهاراتی است. در این فیلم بازیگرانی همچون گوویندا، میشیکا چوراسیا، انوپاما آگنیهوتری، دیگانگانا سوریاوانشی، شاکتی کاپور، پریم چوپرا ایفای نقش کرده‌اند.